# Ermita de San Silvestre
La ermita de San Silvestre es una ermita prerrománica situada en el municipio de Vallirana, protegido como bien de interés cultural. La ermita data de entre los años 530 y 608. Gracias a la restauración de los años 2020 y 2021 se sabe que la ermita se construyó sobre un edificio de entre los siglos I y siglo II.

## Descripción
Es de nave única y ábside semicircular, hay una planta cuadrangular añadida al sud del ábside añadida posteriormente. Junto a la ermita se encuentra una estructura funeraria rectangular de entre 2 metros y 40 cm de ancho donde se encontró un individuo de edad adulta. Además dentro de la iglesia se encontraron dos tumbas infantiles. Se han encontrado 5 capas aparte de la original, la más reciente es de su restauración durante el barroco, también se han encontrado cruces de consagración bajo una de las capas, pero no la más antigua.

## Historia
Formaba parte de las posesiones del obispo Teodorico de Barcelona, en 904 se la concedió al abad de San Cugat. De esta manera se convirtió en una célula monástica, dependiendo a la vez del monasterio de San Cugat del Vallés. Durante el barroco, en 1793 fue restaurada aunque conservando su estructura del siglo X. En el año 2017 se decidió restaurar la ermita a su estado original debido al estado de abandono de la estructura. Las obras empezaron en 2018 y acabaron en 2021. Fue inaugurada el 15 de mayo de este mismo año.